# 2G
2G (nebo 2-G) je zkratka pro 2. generaci komunikačního protokolu pro bezdrátové zařízení a mobilní telefony. GSM 2G je schopen přenášet data, SMS, digitální hlasový hovor, či ostatní základní pomocná data, jako např. datum a čas. První komerční spuštění 2G bylo roku 1991 ve Finsku. 2G protokol je označen za zastaralý a není proto považován za bezpečný.
V roce 2024 byla už v některých zemích 2G síť vypnuta, takže v nich už nelze používat staré 2G telefony ani starší IoT zařízení. Ukončení podpory 2G je v Česku naplánováno na polovinu roku 2028, ale může k němu dojít už na konci roku 2026. S vypnutím 2G sítě přestanou fungovat SMS a MMS zprávy, které budou nahrazeny RCS (RCS v Česku podporují všichni mobilní operátoři od roku 2022).

## Charakteristika
Služby 2G byly v USA často uvedeny jako Personal Communications Service (PCS). Technologie 2G jsou rozděleny do standardů založených na TDMA nebo CDMA v závislosti na typu multiplexování. Protokol 2G (tj. GSM a CdmaOne) byl nahrazen protokoly 3G (UMTS, CDMA2000), 4G (LTE, WiMAX) a 5G (5G NR).

### Bezpečnost
Android 12 umožňuje vypnout podporu 2G, protože není považován za bezpečný. iOS 16 a novější umožňují vypnout 2G v Lockdown režimu, jehož cílem je chránit uživatele i před méně rozšířenými útoky.

## Ukončení podpory 2G
Přestože už ve většině zemí (včetně Česka) došlo k vypnutí 3G sítí, jsou v roce 2024 stále 2G sítě poměrně rozšířené (mimo regiony Severní Amerika, Východní Asie, Austrálie). Důvodem je podpora telefonování a SMS pro starší zařízení. K první plošnému vypnutí 2G sítě došlo 1. prosince 2016 u mobilního operátora Telstra v Austrálii.
Vypnutí 2G sítí bude mít dopad i na v současnosti používaný systém eCall ve vozidlech, který byl navržen pouze pro provoz v sítích 2G a 3G. V přípravě je nová generace eCall a řešení pro "upgrade" v současných vozidlech. PFA nicméně varuje, že není dosud řešeno, aby dosud na trh uvedené automobily fungovaly z hlediska eCall i po ukončení provozu sítí 2G.

### Ukončení 2G v Česku
Mobilní operátoři musí v Česku provozovat 2G sítě minimálně do poloviny roku 2028. K vypnutí 2G může dojít už na konci roku 2026, ale za podmínky, že podíl uživatelů využívajících výhradně 2G síť klesne pod 5 % za poslední půlrok. Po ukončení podpory 2G bude v ČR nutné všechna stará GSM zařízení (telefony, IoT) vyměnit nebo upravit alespoň pro podporu sítí 4G (telefonování ve 4G je možné pouze v zařízeních s podporou VoLTE), protože budou schopny pracovat v sítích 5G NSA. Nová zařízení a telefony je však v roce 2024 lepší kupovat rovnou s podporu 5G sítí, protože po vypnutí 2G dojde postupně k přechodu na 5G SA sítě (standalone).
V prosinci 2021 udělil ČTÚ jako podmínku přidělení kmitočtu 2100 MHz operátorovi O2 zachování podpory 2G alespoň do roku 2028. V prosinci 2022 udělil na základě závěrů přezkumu tuto povinnost při obnově přídělu v pásmu 2100 MHz i operátorům T-Mobile a Vodafone. Na technologii 2G jsou závislé nejrůznější služby, například alarmy, dálkové ovládání domácností (otevírání vrat prozvoněním, zapínání topení, signalizace výpadků napájení apod.) nebo IoT zařízení. Laciné moduly poskytující GSM služby pro zajištění komunikace skrz mobilní síť (posílání SMS, prozvánění, datové připojení), podporují sítě 2G a 3G. V Česku však byla 3G síť vypnuta v roce 2021 a GSM moduly s podporou 4G/LTE (nebo dokonce 5G) jsou dražší.
Operátoři T-Mobile a Vodafone původně neměli v ČR povinnost podporovat sítě 2G tak dlouhou dobu a z tohoto důvodu nabízel v roce 2022 specializované tzv. Machine SIM už pouze operátor O2.
V roce 2024 umožnil klesající provoz 2G zařízení mobilnímu operátorovi O2 zredukovat počet kanálů v pásmu 900 MHz pro 2G a využít větší část přiděleného pásma pro 4G data (více než 250 MHz).

## Hlavní 2G standardy
- GSM (založen na TDMA), pochází z Evropy, ale používá se celosvětově (v roce 2020 drží 90 % trhu)
- IDEN (založen na TDMA), proprietární síť používána Nextelem ve Spojených státech a Telusem v Kanadě
- IS-136 neboli D-AMPS, (založen na TDMA, obecně označován jako TDMA v USA), používán v Americe
- IS-95 neboli cdmaOne, (založen na CDMA, obecně označován jako CDMA v USA), používán v Americe a částech Asie
- PDC (založen na TDMA), používán výhradně v Japonsku